# Доктрина фашизму

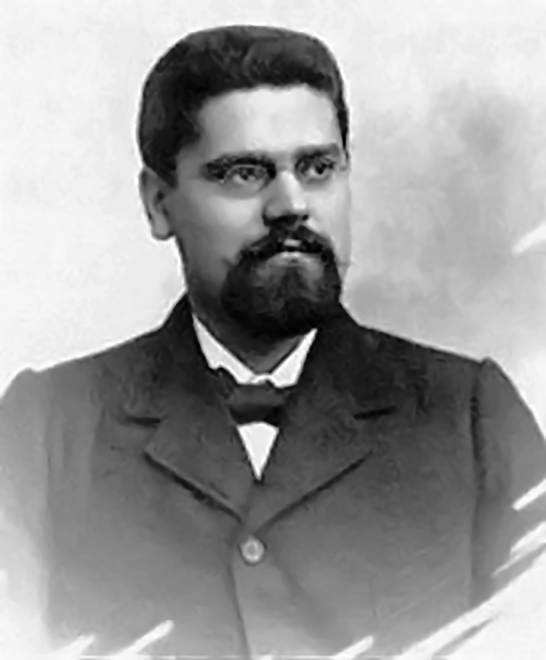
Італійський філософ Джованні Джентіле написав першу частину «Доктрини фашизму».

Доктрина фашизму (італ. La dottrina del fascismo) — есе з фашизму, опубліковане за авторством Беніто Муссоліні в 1932 році. Справжнім автором першого розділу есе — «Основні ідеї» — вважають Джованні Джентіле, який у 1929 році написав книгу «Походження і доктрина фашизму». Муссоліні ж написав другу главу есе — «Політична і соціальна доктрина».

## Історія публікації
«Доктрина фашизму» була вперше опублікована в 1932 році в 14 томі Італійської енциклопедії наук, літератури і мистецтв як вступ до статті «Fascismo» (Фашизм). Вся стаття «Fascismo» займає сторінки 847—884 і має безліч ілюстрацій. Розділ, підписаний Муссоліні, займає сторінки 847—851 і складається з двох глав. Усі публікації та переклади «Доктрини фашизму» належать до цього розділу статті. Того ж року він вийшов окремою брошурою на 16 сторінках у серії «Ідеологія фашизму». («L'ideologia fascista»). Муссоліні написав для брошури розгорнуті примітки до першої глави.

## Переклади українською
Книга широко видавалася у всьому світі різними мовами, оскільки Італія, пропагуючи ідеї дуче, спонсорувала видання книги різними мовами.
- Беніто Мусоліні. «Доктрина фашизму». Переклад з італійської: Михайло Островерха; переднє слово: Богдан Кравців. Львів: Друкарня "Обрії", накладом Богдана Кравціва. 1937. 31 стор.[3]
- (самвидав) Беніто Муссоліні. «Доктрина Фашизму». Переклад з італійської: Сергій Чаплигін. 2007. ISBN відсутнє (ebook част. I, част. II), (аудіокнига)